# الاکلا-الا
الاکلا-الا (به لاتین: Alakola-ela) یک منطقهٔ مسکونی در سری‌لانکا است که در استان مرکزی (سری‌لانکا) واقع شده‌است.